# Віллі Мейбон
Ві́ллі Ме́йбон (англ. Willie Mabon), повне ім'я Ві́ллі Дже́ймс Ме́йбон (англ. Willie James Mabon; 24 жовтня 1925, Голлівуд, Теннессі — 19 квітня 1985, Париж, Франція) — американський ритм-енд-блюзовий і блюзовий піаніст, співак і автор пісень.

## Біографія
Віллі Джеймс Мейбон народився 24 жовтня 1925 року в Голлівуді, штат Теннессі. У 1942 році переїхав до Чикаго, де став відомим співаком і піаністом. Мейбон вчився грати як джаз, так і блюз. У 1949 році зробив перший запис на лейблі Apollo як Біг Віллі, і деякі записи у 1950 році для Aristocrat і Chess з гітаристом Ерлом Дрейнсом у складі гурту the Blues Rockers.
У 1952 році дебютний запис на лейблі ді-джея Ела Бенсона Parrot, «I Don't Know», посів 1-е місце в ритм-енд-блюзовому чарті, де протримався 8 тижнів і у підсумку був проданий Chess. Після цього Мейбон підписав контракт з Chess і наступного року повернувся в чарти з «I'm Mad» (посідала 1-е місце упродовж 2 тижнів), а з «Poison Ivy» (написану Мелом Лондоном) в 1954 році потрапив в топ-10. Упродовж співпраці на Chess основний акцент робився на фортепіано і саксофон, аніж на гітару та губну гармоніку, що підкреслювало ритм-енд-блюзовий підхід Мейбона. Його оригінальна версія пісні Віллі Діксона «The Seventh Son» у 1955 році стала великим хітом. У 1957 році почав працювати на лейблі Federal, потім на Mad (1960), Formal (1962), на якому записав успішну «Got to Have Some» та U.S.A. (1963—1964).
У 1972 році переїхав у Париж (Франція), де регулярно записувався і гастролював по Європі. У 1973 році взяв участь у записі альбому Southside Lady Коко Тейлор у Франції на Black & Blue. Того ж року випустив власний альбом на цьому лейблі під назвою Cold Chilly Woman.
Помер 19 квітня 1985 року у віці 59 роців у Парижі після тривалої хвороби.

## Дискографія

### Альбоми
- Willie Mabon Is Back — Funky (Blues On Blues, 1972)
- Cold Chilly Woman (Black & Blue, 1973)
- Come Back (America, 1973)
- The Comeback (Big Bear, 1973)
- Live + Well (Ornament, 1974)
- Chicago 1963 (America, 1974)
- Shake That Thing (Black & Blue, 1973)
- Chicago Blues Session! (L+R, 1979)

### Сингли
- «I Don't Know»/«Worry Blues» (Parrot/Chess, 1952)
- «I'm Mad»/«Night Latch» (Chess, 1953)
- «Poison Ivy»/«Say Man» (Chess, 1954)
- «The Seventh Son»/«Lucinda» (Chess, 1955)
- «Too Hot to Handle»/«I'm the Fixer» (USA, 1963)
- «Poison Ivy»/«Guilty Blues» (Blues On Blues, 1972)